# 除煙板
除煙板（じょえんばん）とは、蒸気機関車の付属品の一部であり、機関車のボイラー前頭部ないし煙突を挟むように設置されている屏風のようなものをいう。デフレクター（Smoke deflectors。略称デフ）・煙除け板ともいう。

## 構造

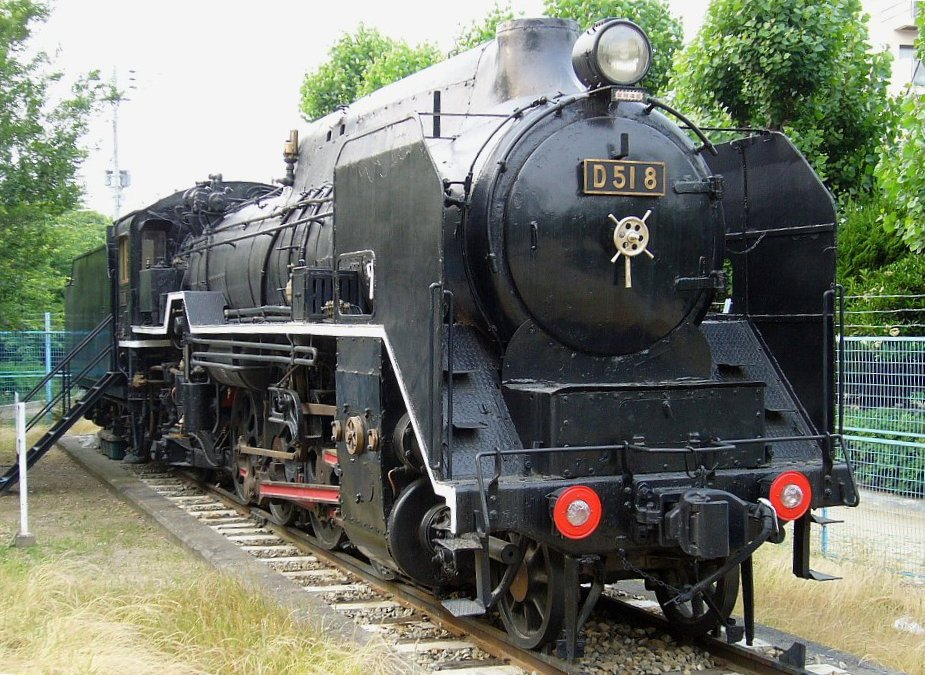
日本国有鉄道D51形。除煙板の形状は日本の蒸気機関車としては最も標準的なもの。写真のように下部に点検口が開いているものや、開いていないもの（C11 207など）、後に閉口されたもの（D51 498など）もある。

除煙板はボイラー前端または煙突の左右両側に設置され、走行時に車両前方からの空気の流れを上向きに導くことで、煙突から排出される煤煙を上へ流し、運転室からの前方視界を改善する効果を得る。
この種の誘導除煙板は第二次世界大戦前のドイツ帝国鉄道 (DRG) で01形などの制式機関車にワグナー式と呼ばれる大形のものが標準装着されて普及したのを嚆矢とする。
日本でも燃焼効率の改善を兼ねて、1920年代後半に様々な構造の風切り板や延長煙室、斜め煙突などの除煙装置をC51形やC53形などで試験的に装着、改造して検討を重ねたが、このドイツ式の除煙板を模したものが簡単な構造で効果が高かったことから、C54形以降のほとんどの大型機関車にはこれが新製時より標準的に採用され、それ以前に製造された機関車でも高速運転やトンネルの多い区間で運用される機会の多いものについては追加で装備されている。これに対し、C12形のように運転速度が比較的低速で、かつ逆機の多い小型機ではこの時期以降に製造された形式であっても省略され、必要が生じた一部に限って追加装備されている。さらに、東北地区では、同じ効果を狙って除煙板の他に煙突を小形の屏風状の板で挟んだような形の小型除煙板を追加装備した蒸気機関車も存在した。また、反対に操車場等での入換用に供された機関車では、入換作業時の視界確保のため、標準装備の除煙板を取り外す例も少なからず存在した。
日本以外でもイギリス、フランス、ドイツ、ロシア、中国などでは大半に除煙板が装着されたが、その一方でアメリカでは除煙板の効果に懐疑的な鉄道会社も多かった。前方視界を阻害する問題もあったためか、例えばユニオン・パシフィック鉄道には、除煙板を装備した形式が複数ある（単式マレー機の「チャレンジャー形」、FEF-2（en:Union Pacific FEF Series#FEF-2）など）が、ペンシルバニア鉄道などは最後まで除煙板未装着で通した。
当時のアメリカにおける、このような型の除煙板に対する評価が見られるものとして、多数の機関車のスタイリングに関わったインダストリアルデザイナーのレイモンド・ローウィは、著書Locomotiveで、車体前部左右に垂直な除煙板のある機関車に対し、その除煙板について効果が疑わしい、といった形容を付けている。また、流行の流線型機関車について、ドイツの05型の初期の形態を、著者らによる風洞実験では車体側方に低圧を作り煙がまつわりつくため、煙対策の視点からは満足できる設計ではない、としている。05型の初期の小型の除煙板や南満州鉄道パシナ形に対して、煙対策が不十分（inadequate）と評しており、05型は煙対策のために除煙板を大きくした、と述べている。自身の設計である流線型蒸機のペンシルバニア鉄道のK4s#3768やS1では、垂直の板ではなく、大型の水平な板をとり付けている。

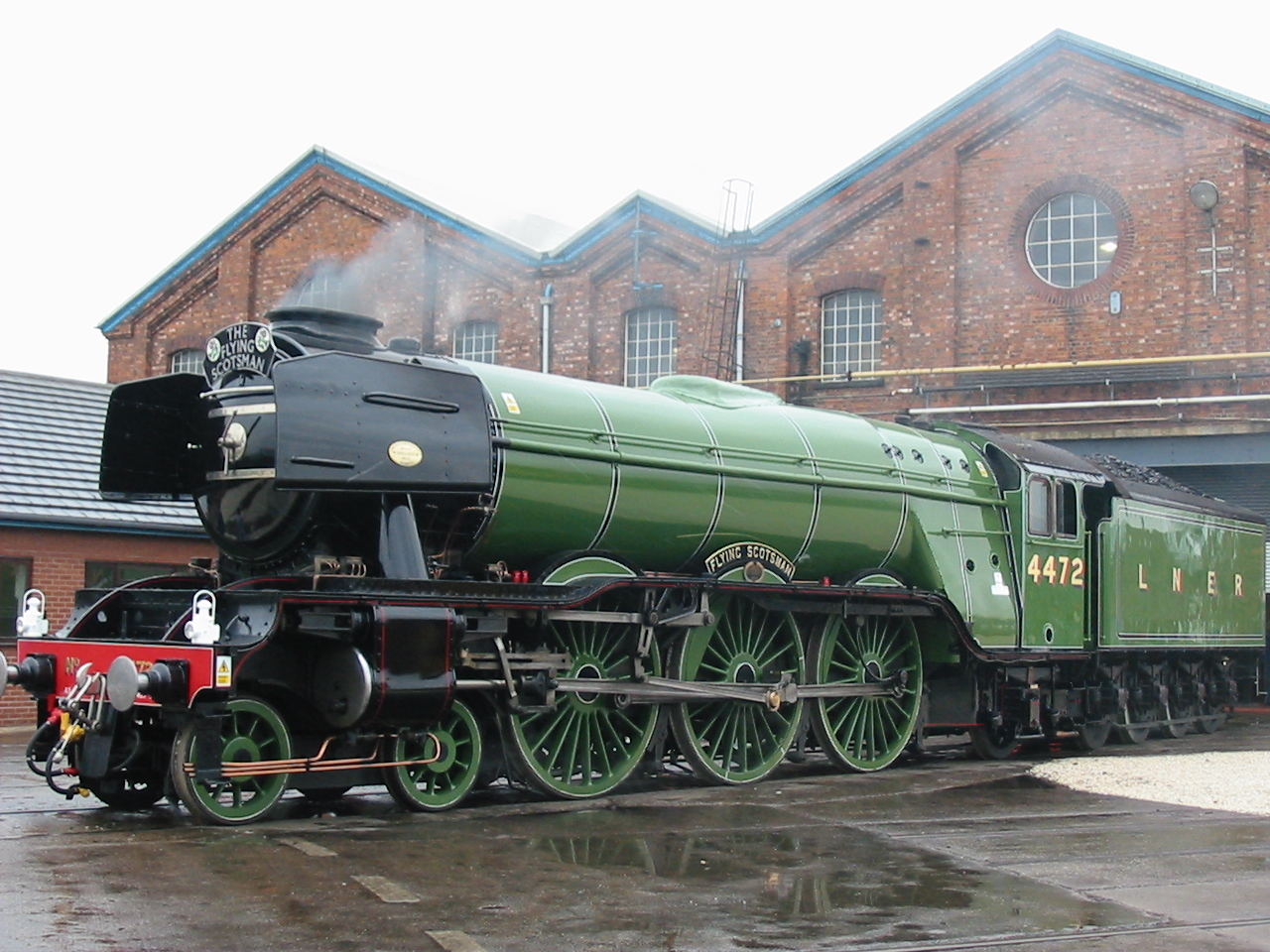
ヴィッテ式除煙板装着車の例：LNER A3形

前方視界、特に下方視界を阻害する問題は踏切事故対策の点からも無視できず、大形のワグナー式除煙板を制式採用していたドイツでは、戦後西ドイツのドイツ連邦鉄道（DB）ミンデン総局麾下の連邦鉄道研究所で風洞実験を繰り返して空力の研究が進められ、フリートリッヒ・ヴィッテ技師らによって通常の除煙板から下半分を切り取った形状のヴィッテ式と呼ばれる新型除煙板を開発、これが急速に普及した。
この方式はボイラー煙室部左右から直接除煙板を片持ち支持する構造となっており、除煙板そのものの軽量化や、除煙板が障害となるシリンダのバイパス弁等の保守の観点からも望ましいものであった。このため、ドイツ以外でもイギリスなどで採用例が少なからず存在した。
また、日本でも門司鉄道管理局管内で同様の外観形状を備える門司鉄道管理局式デフレクター（後述）が採用されたほか、バイパス弁保守の便を図って除煙板下半分に開口部を設ける例が多数見られた。さらに、北海道では、前部デッキ部分に雪が溜まる等の問題があったため、大半が除煙板の前部を切り詰めた、いわゆる「北海道形切り詰めデフ」に改造されている。

## 小倉工場式切取り除煙板
九州の日本国有鉄道小倉工場では、1945年以後に除煙板を上半分を残して切り取り、車体にアングル材で取り付けた除煙板、いわゆる小工式デフレクターが登場した。これは、門司鉄道管理局式デフレクター、略して門鉄デフ、門デフと呼ばれて親しまれた。これはドイツのヴィッテ式デフレクタを参考にしたという説があるが、ボイラーから左右に支持部材を水平に突き出して固定するヴィッテ式とは異なり、左右のランボード上から棒状の部材を突き出して支持するという、通常の除煙板に近い構造となっており、外観はともかく構造面では別物である。
その後、信越地区の長野工場で検修された機関車にも、下縁が水平でなく後方に向かって切れ上がっている形状で、支持方法が異なる類似の除煙板が取り付けられ、長工デフと称されている。
他に同じ九州の鹿児島工場、中国地区の後藤工場でも変形デフ（鹿工式デフ、後工デフ）の取り付けが行なわれていた。
長工デフの装備が3形式（C57形、D50形、D51形）、後工デフが3形式（C51形、C58形、D51形）、鹿工式デフが1形式（C61形。鹿児島機関区配置の13号機のみ）と装備した形式が少ないのに対し、小工デフ（門鉄デフ）を装備した形式は13形式（C59形、C58形、C57形、C55形、C51形、C50形、C11形、D60形、D52形、D51形、D50形、9600形、8620形）と非常に多く、またデフ自体の形状も変形を含めると10種類程度に分類されるほど多くのタイプがあり、当時九州で活躍したほとんどの形式に装備されたこともあって九州（特に北九州地区）の名物と言っていいほどであった。
この中には「金のかもめに銀の波頭」（C57 11。特急かもめ牽引機へ指定時に小倉工場で整備）や「波に千鳥」（C50 58。後に79668へ移設。現在は小倉工場で保管）など、固有の装飾を施したものも何例か存在した。
これらの門鉄デフは装備した機関車固有のものとは限らず、装備機が廃車になると他の機関車にデフが転用され、引き継がれることも数多くあった。
現在、JR九州が保有する58654（8620形）が門鉄デフを装着しているほか、JR東日本が動態保存するC57 180およびD51 498にもオプションで取り付け可能となっている。また、秩父鉄道のC58 363は会社の創立110周年の記念に門鉄デフを取り付けて運行した。
また、大井川鐵道のC11 190も、2016年1月から3月までは、門鉄デフを装着して運転していた。

## 注
1. ↑  同書写真37のキャプション
2. ↑  同書写真39と45のキャプション
3. ↑  同書写真38のキャプション
4. ↑  1や2が初期の写真、3が改造後である